# 766

## Догађаји
- Википедија:Непознат датум — Владавина династије Абасида у Багдаду.

- 25. август – Цар Константин V јавно понижава 19 високих званичника у хиподрому у Цариграду, након што је открио заверу против њега. Погубио је вође, Константина Подопагура и његовог брата Стратегија, а остале је ослепио и протерао.
- Јесен – Опсада Камаче: Абасидске снаге под командом ел-Хасана ибн Кахтабе поражене су код тврђаве Камача, у источној Кападокији (данашња Турска). Византијска војска за помоћ (12.000 људи) приморава Абасиде да се повуку у Јерменију.
- Сабин, владар (каган) Бугарске, бежи у византијски тврђаву Месембрију, одакле бежи у Цариград. Константин V организује премештање Сабинове породице из Бугарске.
- Изградња Багдада се ближи завршетку док до 100.000 радника ствара кружни град пречника око 1 или 2 км (у зависности од извора). У центру „Округлог града“ налази се палата изграђена за калифа Ел-Мансура. Главни град је окружен са три линије зидина.
- Карлуци побеђују Тургешки каганат у Централној Азији. Већи део Туркестана (бивше територије Онок) пада под власт Карлука, осим западно од језера Арал, где се спрема да се појави лабава конфедерација Огуских Турака.
- Лето – Патријарх Константин II је свргнут и затворен, након открића завере Константина Подопагура против Константина V. Никита I је именован за патријарха Цариграда.
- Опатију Метен, близу града Дегендорфа (Баварска), основао је Гамелберт од Михаелсбуха.